# Lobogonus trilobatus
Lobogonus trilobatus är en mångfotingart som beskrevs av Demange 1971. Lobogonus trilobatus ingår i släktet Lobogonus och familjen Spirostreptidae. Inga underarter finns listade i Catalogue of Life.